# Aygudi
Aygudi (en tamil : ஆய்க்குடி) est une ville de panchayat dans le district de Tirunelveli, dans l'État du Tamil Nadu en Inde.

## Démographie
Aygudi a une population de 12924 habitants en 2001.